# Flinkite
La flinkite è un minerale.